# Gelis terribilis
Gelis terribilis är en stekelart som beskrevs av Schwarz 2002. Gelis terribilis ingår i släktet Gelis och familjen brokparasitsteklar. Inga underarter finns listade i Catalogue of Life.